# Susan Collins
Susan Margaret Collins (ur. 7 grudnia 1952 w Caribou, Maine) – amerykańska polityk ze stanu Maine.
Collins jest działaczką Partii Republikańskiej, ale nie ma poglądów konserwatywnych tylko liberalne, co wyróżnia ją spośród wielu członków tej partii, gdzie dominują obecnie poglądy neokonserwatywne. Popiera na przykład prawo kobiet do przerywania ciąży oraz sprzeciwia się karze śmierci.
W latach 1975–1987 pracowała dla senatora Williama Cohena, który, podobnie jak ona, jest liberalnym republikaninem. W 1987 roku została przewodniczącą stanowej komisji ds. regulacji finansowej, zaś w 1992 dyrektorem Narodowej Administracji ds. Drobnego Biznesu na region Nowej Anglii (musiała się wtedy przenieść do Bostonu).
W roku 1993 powróciła do Maine i zgłosiła swoją kandydaturę na urząd gubernatora, ale przegrała ze swym niezależnym oponentem Angusem Kingiem.
Kiedy w roku 1996 senator Cohen zrezygnował z mandatu aby objąć urząd sekretarza obrony w gabinecie prezydenta Billa Clintona, Collins postanowiła ubiegać się o ten fotel i wygrała. W roku 2002 wybrano ją ponownie, stosunkiem 58 do 42 procent, które zebrał jej demokratyczny oponent.

## Odznaczenia
- Army Distinguished Public Service Medal (2025)[1]